# Offshore-Windpark Lillgrund
Lillgrund ist ein vor der schwedischen Küste gelegener Offshore-Windpark, der im Jahr 2008 in Betrieb genommen wurde und von Vattenfall betrieben wird. Das jährliche Regelarbeitsvermögen liegt bei 330 GWh, was etwa dem Jahresstrombedarf von gut 60.000 schwedischen Haushalten entspricht.

## Lage
Der Windpark liegt südlich der Öresundbrücke, etwa 7 km vom schwedischen und 9 km vom dänischen Festland entfernt in der Nähe der Stadt Malmö im Öresund. Die Wassertiefe beträgt zwischen 4 m und 13 m.

## Technik
Zum Einsatz kommen 48 Windkraftanlagen des Typs Siemens SWT-2.3-93 mit einer Nennleistung von je 2,3 MW, einem Rotordurchmesser von 93 m und Gesamthöhe von 115 m. Die installierte Leistung des Windparks beträgt 110,6 MW. Montiert sind die Windkraftanlagen auf Schwergewichtsgründungen.
Die Innerparkverkabelung wird mit einer Spannung von 33 kV betrieben, das Exportkabel, das die Umspannplattform mit dem Einspeisepunkt an Land verbindet, mit einer Spannung von 130 kV. Aufgrund der nur kurzen Entfernungen ist das Seekabel als Dreiphasen-Wechselstromkabel ausgeführt; an Land werden drei einphasige Kabel verwendet.